# Dymitr (Rudiuk)
Dymitr, imię świeckie Wadym Mykołajowycz Rudiuk (ur. 13 listopada 1971 w Kryworudce) – ukraiński biskup prawosławny w jurysdykcji Ukraińskiego Kościoła Prawosławnego Patriarchatu Kijowskiego, następnie (od 2018 r.) Kościoła Prawosławnego Ukrainy.

## Życiorys
W 1994 ukończył studia historyczne na Kijowskim Uniwersytecie Narodowym im. Tarasa Szewczenki. W czasie studiów został hipodiakonem metropolity kijowskiego Filareta. W 1994 został wyświęcony (w Ukraińskim Kościele Prawosławnym Patriarchatu Kijowskiego) na diakona, zaś 22 stycznia 1995 – na kapłana. Służył w należącym do Patriarchatu Kijowskiego soborze św. Włodzimierza w Kijowie. Został również zatrudniony w prowadzonym przez Patriarchat Kijowski seminarium i Akademii Duchownej jako wykładowca historii Ukrainy oraz historii Kościoła prawosławnego na Ukrainie. 3 października 1995 biskup wyszhorodzki Daniel przyjął od niego wieczyste śluby mnisze w monasterze św. Michała Archanioła o Złotych Kopułach. W 1999 został ihumenem i kierownikiem Wydziału Wydawniczego Patriarchatu Kijowskiego.
W 2000 został przełożonym monasteru św. Michała Archanioła o Złotych Kopułach; w tym samym roku otrzymał godność archimandryty. W 2000 obronił dysertację kandydacką w dziedzinie teologii i został rektorem seminarium i Akademii Duchownej w Kijowie. 16 lipca 2000 w soborze św. Włodzimierza w Kijowie został wyświęcony na biskupa perejasławsko-chmielnickiego, wikariusza eparchii kijowskiej. W 2004 został podniesiony do godności arcybiskupa, zaś w 2009 – metropolity. W 2009 został ordynariuszem nowo powstałej eparchii perejasławsko-chmielnickiej. Rok później przeniesiony na katedrę lwowską i sokalską.